# Ümit Yasin Arslan
Ümit Yasin Arslan (* 31. Juli 1993 in Uşak) ist ein türkischer Fußballspieler, der fünf Jahre für Manisaspor spielte.

## Karriere
Arslan begann mit dem Vereinsfußball in der Jugend von Uşakspor und stieg 2008 mit einem Profivertrag ausgestattet in die in der TFF 3. Lig tätigen Profimannschaft auf. In seiner ersten Saison absolvierte er für diese Mannschaft fünf Ligabegegnungen.
Zum Sommer 2009 wechselte er zum Drittligisten Turgutluspor. Bei diesem Verein spielte er die ersten zweieinhalb Jahre lediglich für Jugend- bzw. Reservemannschaften. Zur Rückrunde der Spielzeit 2011/12 wurde er dann an den Viertligisten Kırıkhanspor abgegeben. Hier gelang ihm auf Anhieb der Sprung in die Stammelf. So absolvierte er bis zum Saisonende zehn Ligaspiele. Zum Saisonende kehrte er zu Turgutluspor zurück und schafft auch hier den Sprung in die Mannschaft. Bis zur Winterpause absolvierte er zehn Spiele.
In der Wintertransferperiode 2012/13 wechselte er zum Zweitligisten Manisaspor. Er blieb bis 2018 im Verein, dann folgten drei Spielzeiten bei Sakaryaspor. Im Anschluss wechselte Arslan zu Ankara Demirspor.